# Сахалин (пароход)
«Сахалин» (с 1948 года — «Красноярск») — советский грузопассажирский пароход типа «Анадырь», служивший в советском торговом флоте в 1931—1969 годах.
Судно было построено на судостроительном заводе № 189 в Ленинграде под заводским номером 192 и эксплуатировалось Главным управлением Северного морского пути (ГУСМП). Было введено в строй в июне 1931 года.

## Технические данные
- Класс Регистра СССР: Л*Р4/1С *РСМ
- Район плавания: неограниченный.
- Дальность плавания: 3200 миль
- Экипаж и обслуживающий персонал: 73 чел.
- Пассажировместимость: 1 класс — 18 чел., 2 класс — 42/46 чел., палубная — 268 чел.
- Валовая вместимость: 3554 рег.т
- Чистая вместимость: 1963 рег.т
- Дедвейт(полная грузоподъёмность судна): 3617 т
- Длина: 100,49 м
- Ширина: 14,05 м
- Высота борта: 8,75 м
- Осадка : 3,00/6,02 м
- Тип ГД: паровая машина тройного расширения (Балтийский завод, Ленинград, СССР)
- Мощность ГД: 1 х 1500 л. с.
- Скорость: 10,5 уз.
- 4 грузовых трюма общей вместимостью 5126 м³ (киповая), 5383 м³ (насыпью).
- 10 грузовых стрел грузоподъемностью 1 х 30,0 т, 1 х 15,0 т, 2 х 5,0 т и 6 х 3,0 т

Приписка: Владивосток (1944) Петропавловск-Камчатский (1958).

## Служба
В мае 1931 года пароход «Сахалин» прошёл ходовые испытания и был укомплектован командой. Команду возглавил Иван Михайлович Успенский, в 1935 году он был удостоен звания «Лучший капитан Морфлота».

### Рейс 1932 года
В конце навигации 1931 года понадобилось руководство недавно образованного треста Дальстрой и его директора Э. П. Берзина доставить в бухту Нагаева.
Сделать этот легендарный, последний рейс в той навигации пришлось товаро-пассажирскому пароходу «Сахалин», по плану в море пароход должен был выйти во второй половине декабря 1931 года.
На борту парохода находились всё руководство государственного треста Дальстрой во главе с Э. П. Берзиным: Н. Ф. Андреев, Р. К. Балынь, М. Д. Бизяев, Д. И. Бойко, Д. М. Брылкин, А. Н. Великанов, Н. Т. Власов, П. Э. Григорьев, Н. Д. Истомина (Туркестанова), К. Г. Калнынь, А. П. Кац, Г.О. и Э. О. Лапины, А. Д. Макаров, И. Л. Мануйленко, С. А. Нестеров, В. А. Николаев, О. И. Огнев, А. Г. Перн, И. Н. Прахов, Я. Я. Пуллериц, И. М. Рабинович, Ф. И. Рыбаков, Н. Н. Рылов, М. И. Седов, И. Л. Соловейчик, Я. М. Фейгин, М. К. Финогентов, Б. Н. Шамонов, Ю. П. Шнабель, Л. М. Эпштейн, В. М. Юркус.
Также на борту находились 107 заключённых под охраной.
10 января 1932 года «Сахалин» вышел из Владивостока в рейс. Это было первое зимнее плавание по данному маршруту.
Поход сопровождался значительными трудностями, причём не только для «Сахалина», но и для сопровождавшего его во льдах ледореза «Фёдор Литке», на котором из-за недостатка угля пришлось жечь деревянные части судна, когда «Сахалин» на 12-й день похода подошёл к «Литке», чтобы передать запасы угля и воды, выяснилось, что на том сожгли даже переходной трап.
Лишь 4 февраля 1932 года, на 25-й день после выхода из Владивостока, «Сахалин» достиг пункта своего назначения. В летнюю навигацию этот рейс в то время длился 6 суток.